# Mossfynd
Mossfynd är en arkeologisk term för en av fornkunskapens viktigaste källor av flera slag och härrör från olika perioder inom förhistorisk tid. Följande är exempel på dessa.
1. Boplatser från stenåldern kan ibland vara inlagrade i torvmossar. Ett bekant sådant kulturlager i Maglemose på Själland har bildats genom att avskräden och redskap tappats eller kastats från en bostadsflotte. Från likartade flottboplatser härstammar säkerligen också en stor del av de harpuner och andra benredskap från äldre stenåldern, som ofta påträffas i södra Sverige och andra delar av Nord-Europa. 
2. Som offer till gudar eller till de döda, ibland även föremål deponerade av levande personer för livet efter detta, torde man också betrakta  mossfynd av lösa föremål från yngre stenåldern samt från brons- och järnåldrarna, såsom bronskärl, halsringar m. m. (s. k. votivfynd). Man har i vissa fall kunnat påvisa, att depositionen gjorts i öppen dag vid en strandkant eller på ytan av en mosse. 
Inlagringen i torven beror i sådana fall på försumpning med påföljande torbildning - vid järnålderns början, i mitten av 1000-talet f. Kr., inleddes en betydande klimatförsämring med stark nederbörd och försumpning av stora delar av Skandinavien - senare försumpningar bero på fördämningar i vattensystemet och är av lokal natur. Från dylika lokala försumpningar härrör följande grupp. 
3. De stora mossfynden från äldre järnåldern, 200-talet till 400-talet är likaledes av religiös innebörd. Det har påträffats fyra större sådana, nämligen i Thorsbjerg- och Nydam-mossar i Schleswig, Vimose och Kragehul på Fyn, i Danmark samt ett tiotal mindre från Jyllands östkust, Fyn, Själland och Bornholm. 
Från Sverige har man några relativt obetydliga fynd, nämligen från Sjörröd i Skåne (från Finjasjöns strand), Sörby mosse på Öland, från Finnestorp i Larvs socken (från svämsand nära Lidan), möjligen också från Vennebo i Roasjö socken, båda i Västergötland. Man har på de danska fyndorterna grävt fram en stor mängd olika slags vapen, hästmunderingar, kläder och smycken, husgerådssaker och verktyg, romerska mynt och guldtackor m. m. Enbart från Vimose känner man till omkring 3 500 föremål. Ett mindre antal föremål är försedda med inskrifter av äldre runor. De är Nordens äldsta kända språkminnesmärken. 
Vid Nydam påträffades två fartyg, av vilka det större, av ek, kunnat bevaras. Det är omkring 25 meter långt och 3 meter brett och dimensionerat för 14 par åror. Även de stora mossfynden är depositioner i öppen dag på ytan av torvmossar. De allra flesta föremålen synes vara avsiktligt skadade och gjorda obrukbara. J. A. Worsaae har på grund av dessa omständigheter gjort gällande, att fynden ej varit, som det först antogs, dolda skatter, utan offer till gudarna efter utkämpade drabbningar. K. Stjerna har hävdat en avvikande uppfattning, nämligen att offren ej gällt gudarna, utan de fallna kämparna, vilka ihärdigt, evigt fortsatt sina strider. Huruvida de danska mossfynden representerar strider mellan danskar inbördes eller invasioner av yttre fiender, är en öppen fråga; det senare tycks vara det mest troliga. 
4. En särskild fyndgrupp utgör torvmossliken. Inte så få sådana är kända från Ostfriesen upp till de danska öarna. De synes vara tecken på de grymma straffmetoder, som förr tillämpades hos germanerna. 
5. Av betydelse för kännedomen om den forntida bygdens utbredning är de som kavelbroar byggda vägar, som framför allt i Nordtyskland har påträffas i torvmossar.